# Ann Inc.
Ann Inc., (NYSE: ANN), är ett amerikanskt detaljhandelsföretag som verkar inom konfektion för damer och har sammanlagt 1 034 butiker i 47 amerikanska delstater, District of Columbia, Puerto Rico och Kanada. Deras butikskedjor verkar under namnen "Ann Taylor" (364 st), "LOFT" (640 st) och "Lou & Grey". 
Den 21 augusti 2015 blev Ann Inc. uppköpta av The Ascena Group, Inc. för $2,16 miljarder.